# Senyoria de Beveren
La Senyoria de Beveren era un petit feu del qual el vassall era relativament independent del comte de Flandes. Conté a més del nucli de Beveren, els pobles Kieldrecht, Hulsterlo, Verbroek i Kallo. Coincideix parcialment amb l'actual municipi de Beveren a Bèlgica.
Els primers senyors de Beveren, la dinastia dels Diederiks, podrien provenir de Frísia, on aquest nom és habitual, però el seu origen és poc clar. La major part de les terres de Beveren eren pòlders situats al marge esquerra de l'Escalda. Van servir per a extreure torba. Al llarg de la història es va negar-se regularment fins al segle xvi, quan els dics i les tècniques de desguàs es van millorar. Era un lloc estratègic, perquè l'Escalda hi formava la frontera amb el marquesat d'Anvers, part del ducat de Brabant.
Del castell feudal, enderrocat al segle xvii només queda la mota, anomenada Singelberg.